# 特賴貢海崖
特賴貢海崖（英語：Trigon Bluff），是南極洲的海崖，位於維多利亞地的博克格雷溫克海岸，處於足球山以西18公里的塔克冰川北岸，海拔高度1,245米，由新西蘭探險隊命名，現時由南極條約體系管理。